# Pětinoha
Pětinoha je rybník v okrese Pardubice, asi dva kilometry jihovýchodně od města Horní Jelení, na jeho katastrálním území. Rybník o rozloze asi 3 ha s přilehlými převážně nelesními mokřadními plochami je chráněn jako přírodní památka o celkové výměře 5,7 ha. Rezervace byla vyhlášena v roce 1982 a spadá pod správu AOPK Pardubice. Založení dosud existujících i již zaniklých jelenských rybníků je přikládáno Vilémovi z Pernštejna, který koupil jelenské obce roku 1495, což je též nejstarší známá zmínka o Horním Jelení.

## Rostlinná společenstva

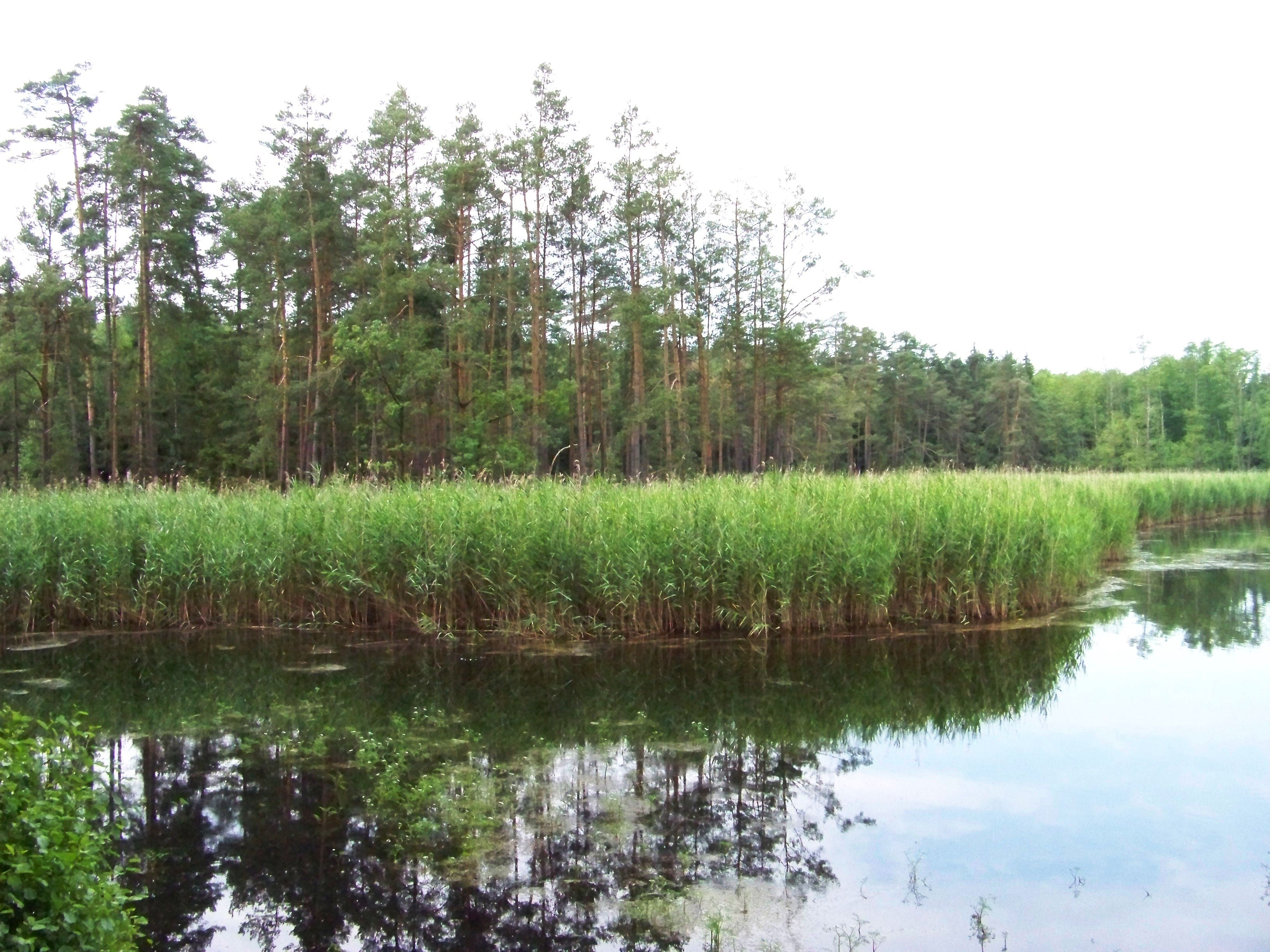
Rákosiny v jižní části rybníka, pohled z cesty na hrázi

Rybník je dnes značně eutrifizovaný s výskytem běžnějších vodních rostlin. V litorálu se nachází rašeliniště, rozsáhlé rákosiny as. Phragmitetum communis a okrajově i menší plochy luhů.

## Rostliny
Nejcennější v rezervaci bylo litorální rašeliniště. Jedná se o rašeliniště vrchovištního typu s výskytem některých horských prvků v nízké nadmořské výšce (kolem 290 m). V minulosti zde např. rostla rosnatka okrouhlolistá (Drosera rotundifolia), klikva bahenní (Oxycoccus palustris), sedmikvítek evropský (Trientalis europaea) nebo suchopýr pochvatý (Eriophorum vaginatum). Z dalších rostlin zde rostla např. ostřice šupinoplodá (Carex lepidocarpa), vzácná vodní rostlina hvězdoš podzimní (Callitriche hermaphroditica) nebo černýš český (Melampyrum bohemicum). Většina z těchto rostlin už asi kvůli degradaci z lokality vymizela. Dodnes zde roste bohatá populace druhu bazanovec kytkokvětý (Naumburgia thyrsiflora).

## Živočichové
Rybník je stanovištěm mnoha druhů vodních ptáků např. kachna divoká (Anas platyrhynchos), polák velký (Aythya ferina), často sem zalétá čáp černý (Ciconia nigra) či volavka popelavá (Ardea cinerea) . Žije zde vydra říční (Lutra lutra).

## Stav lokality
V posledních 20 letech došlo v přírodní památce ke katastrofální degradaci. Příčinou je silná eutrofizace rybníka, která ovlivnila přilehlé rašeliniště. Eutrofizace je způsobena kapro-kachním“ hospodařením na rybníce. Následkem toho došlo k masovému šíření rákosu obecného (Phragmites australis) a k silnému potlačení či úplnému vymizení konkurenčně slabých druhů vázaných na oligotrofní prostředí. Dalším problémem byla absence managementu a vysýchání rašeliniště v některých obdobích. Degradace začala asi o 5 let dříve než na sousedním rybníku Hanzlíkovec, kde se vyskytuje podobný typ vegetace.